# Альґімантас Любінскас
Альґіма́нтас Любі́нскас (лит. Algimantas Liubinskas; нар. 4 листопада 1951, Кібартай, Литва) — литовський футболіст, тренер національної збірної і політичний діяч.
Головний тренер казахського «Кейсара» (Кизилорда) з 2011 року. Заслужений тренер Литовської РСР (1983), майстер спорту СРСР (1984).
Був наставником національної збірної Литви у 1991—1995 і 2003—2008 роках.

## Біографія
У 1969 році закінчив середню школу в Кібартай. У 1969—1973 навчався у Литовському державному інституті фізичної культури і спорту. Протягом 1973—1976 років грав на позиції захисника за «Жальґіріс» (Вільнюс) у другій радянській лізі.
У 1976—1980 роках — тренер ДЮСШ «Жальґіріс» (Вільнюс). У 31-річному віці став наймолодшим в історії головним тренером клубу радянської вищої ліги, очоливши 1983 року «Жальґіріс».
1988 року працював головним тренером клубу «Абахані» (Дакка, Бангладеш), у 1991—1995 роках був наставником збірної Литви, яка вдало виступила у відборі до ЧС 1994, посівши 3. місце й випередивши Україну та Словенію, але поступилася Хорватії та Італії.
Протягом 1995—1997 років тренував «Кареду» (Шяуляй), з якою 1996 року виграв Кубок і Суперкубок, а наступного року чемпіонат Литви, 1997—1998 — «Панерис» (Вільнюс), 1998—1998 — польську «Яґеллонію» (Білосток), 2002—2003 — молодіжну збірну Литви.
У 2003—2008 роках вдруге очолив збірну Литви. У відборі до Євро 2008 Любінскас знову протистояв Україні — Литва перемогла «синьо-жовтих» на своєму полі 2:0, а в Україні поступилася 0:1. 1 серпня 2008 року подав у відставку. Був під № 44 у списку партії «Порядок і справедливість» (лит. «Tvarka ir teisingumas») на виборах до литовського сейму у жовтні 2008 року, але партія отримала лише 11 мандатів.
У грудні 2009 року тренер заявив, що прийняв пропозицію із січня 2010 року очолити український першоліговий футбольний клуб «Львів», метою якого є вихід до Прем'єр-ліги. 19 квітня того ж року Любінскаса було звільнено з посади головного тренера «Львова». На початку 2011 року очолив казахський «Кейсар» (Кизилорда).
Володіє англійською, польською та російською мовами. Одружений, має чотирьох дітей.